# Enzo Dolfin
Enzo Dolfin (Rovigo, 13 luglio 1915 – Roma, 21 aprile 2008) è stato un dirigente sportivo, allenatore di calcio e calciatore italiano, di ruolo difensore.

## Carriera

### Giocatore
Laureato in educazione fisica a Roma alla Farnesina, nella stagione 1947-1948 fu invitato dall'amico ed ex compagno di studi Teseo Tavarnese ad allenare il Locri, nel campionato regionale di Prima Divisione; Dolfin oltre ad allenare la squadra giocò anche frequentemente come difensore centrale. L'anno seguente fu giocatore ed allenatore della Palmese, mantenendo poi il doppio incarico anche nella stagione 1949-1950.

### Allenatore
Nella sua prima parentesi da allenatore a Locri lanciò in prima squadra numerosi giovani calciatori del posto, diversi dei quali negli anni seguenti giocarono in Serie C ed in Serie B; in quella stagione fece giocare la squadra con il Sistema, contrariamente a quanto facevano numerosi suoi colleghi, ancora legati al Metodo di Vittorio Pozzo. In seguito allenò anche la Palmese, nel campionato di Serie C, in quello che è stato l'unico campionato di terza serie disputato dalla società calabrese nella sua storia.
Nella stagione 1953-1954 ha allenato la Reggina, ottenendo un terzo posto in classifica nel girone H del campionato di IV Serie; è stato confermato sulla panchina della società calabrese anche per la stagione 1954-1955, conclusasi con un nono posto in classifica nel campionato di IV Serie; in seguito ha allenato sempre in IV Serie nella Vigor Lamezia, ottenendo con i biancoverdi un quartultimo posto in classifica e la conseguente salvezza. Nella stagione 1960-1961 ha sostituito sulla panchina del Catanzaro (club in cui dal 1957 lavorava come preparatore atletico) in Serie B sostituendo Piero Pasinati nella 17ª giornata di campionato, conclusasi con un successo casalingo per 3-1 sulla Reggiana. Nella successiva partita di campionato è stato a sua volta sostituito dal reintegrato Pasinati, che però a partire dalla diciannovesima giornata gli ha nuovamente lasciato posto in panchina. Dolfin ha quindi allenato i calabresi fino a fine campionato, ottenendo un decimo posto in classifica nel campionato cadetto. Ha allenato il Catanzaro in coppia con Bruno Arcari anche nella stagione 1961-1962, sempre in Serie B, ed in solitaria nell'intera stagione 1962-1963, sempre nella serie cadetta.

### Dirigente
Nel corso degli anni '60 è stato a più riprese direttore sportivo della Reggina sotto la presidenza di Oreste Granillo. È stato per molti anni direttore sportivo del Siracusa in Serie C, fino al 1975. Nella stagione 1975-1976 è tornato a ricoprire il ruolo di direttore sportivo della Reggina, sempre in Serie C.